# Guami jégmadár
A guami jégmadár (Todiramphus cinnamominus cinnamominus) a madarak (Aves) osztályának szalakótaalakúak (Coraciiformes) rendjébe és a jégmadárfélék (Halcyonidae) családjába tartozó Mikronéz jégmadár (Todiramphus cinnamominus)  alfaja.

## Elterjedése
Az Észak-Mariana-szigetekhez tartozó Guam szigetén honos.

## Megjelenése
Kisebb mint az alapfaj, színezete sötétebb.

## Fenyegetések
A barna fakúszókígyó számos őshonos madárfajt kiirtott, pl. a guami császárlégykapót. A katonai bázis miatt is sok faj kihalt a szigeten, mint a guami legyezőfarok és a guami repülőkutya. Csak a guami guvat és a guami jégmadár maradt fenn a szigeten. Továbbá még néhány endemikus rovar és csiga.